# Harold Urey
Harold Clayton Urey, född 29 april 1893 i Walkerton, Indiana, död 5 januari 1981 i La Jolla, San Diego County, Kalifornien, var en amerikansk fysiker och kemist.

## Biografi
Urey var professor vid Columbiauniversitetet. Han tilldelades Nobelpriset i kemi 1934 för sitt arbete med isotoper och speciellt upptäckten av "tungt väte", deuterium.
Urey bidrog också till utvecklingen av kärnvapen, men varnade senare kraftigt för deras användning. Efter andra världskriget intresserade han sig främst för kosmokemi och för de kemiska förutsättningarna för livets uppkomst.
Urey invaldes 1941 som utländsk ledamot nummer 803 av Kungliga Vetenskapsakademien.

## Utmärkelser
- Asteroiden 4716 Urey[8].

- Nobelpriset i kemi,  1934[9][10]
- Willard Gibbs-priset,  1934[11]
- Davymedaljen,  1940[12]
- Franklinmedaljen,  1943
- Liversidge-priset,  1946[13]
- Utländsk ledamot av Royal Society,  1 maj 1947[14]
- Föreläsning till Sillimans minne,  1950
- Guthrieföreläsning,  1957[15]
- J. Lawrence Smith Medal,  1962
- Remsen Award,  1963[16]
- National Medal of Science,  1964
- Royal Astronomical Societys guldmedalj,  1966
- Chemical Pioneer Award,  1969[17]
- Leonard Medal,  1969[18]
- Arthur L. Day-medaljen,  1969[19]
- Linus Pauling Award,  1970[20]
- American Institute of Chemists Gold Medal,  1972[21]
- Priestleymedaljen,  1973[22]
- V. M. Goldschmidt Award,  1975
- Presidentens merit-medalj
- Medlem av American Physical Society

[Redigera Wikidata]